# Оскар Перейра да Силва
Оскар Перейра да Силва (на португалски: Oscar Pereira da Silva; роден на 29 август 1865 г. в Сао Фиделис, починал на 17 януари 1935 г. в Сао Пауло) е бразилски художник, дизайнер, декоратор и учител.

## Биография
От дете проявява интерес към рисуването и живописта. През 1882 г. се записва в Кралската академия за изящни изкуства в Рио де Жанейро, в която по това време следват и Елисеу Висконти, Едуардо Са и Жоао Батиста да Коста. Негови учители са Зеферино да Коста, Витор Мейрелес, Чавес Пинейро и Жозе Мария де Медейрос.
През 1896 г. изпълнява украсата на Общинския театър на Сао Пауло с три стенописа. През 1887 г. получава награда пътуване в Европа и посещава Париж.
През 1897 г. основава артистичен център, който се издига до „Училище за изящни изкуства на Сао Пауло“ (на португалски: Centro Universitário Belas Artes de São Paulo), където преподава.
През 1925 г. отново посещава Европа.

## Галерия
- Детството на Джото
- Момиче с шал
- Момиче с поднос
- Португалска шивачка
- Пристигането на Педро Алварес Кабрал в Порто Сегуро през 1500 г.
- Самсон и Далила, 1893 г.
- Портрет на архитекта Ramos de Azevedo
- Битката при Riachuelo